# Gold Raiders
Gold Raiders è un film del 1951 diretto da Edward Bernds.
È un western statunitense con George O'Brien e i tre marmittoni (Moe Howard, Shemp Howard e Larry Fine).

## Produzione
Il film, diretto da Edward Bernds su una sceneggiatura e un soggetto di Edward Bernds e Elwood Ullman, fu prodotto da Jack Schwarz per la Jack Schwarz Productions e girato nell'Iverson Ranch a Chatsworth, Los Angeles, California, nel dicembre 1950. Il titolo di lavorazione fu Tucson Joe.

## Distribuzione
Il film fu distribuito negli Stati Uniti dal 9 settembre 1951 al cinema dalla United Artists.
Altre distribuzioni:
- nel Regno Unito (The Stooges Go West)
- negli Stati Uniti in DVD nel 2004 dalla Teakwood Video

## Promozione
Le tagline sono:
- GUNS SING! LAUGHS RING!
- NEW WESTERN ADVENTURE PACKED WITH HI-JACKERS AND HI-JINKS!
- George O'Brien goes after those hi-jackers! The Three Stooges go in for those hi-jinks!